# هندسة عقدية
الهندسة العقدية هي تطبيق الأعداد العقدية على الهندسة المستوية.
بدلا من تمثيل نقطة في مستو بزوج من الإحداثيات الديكارتية، يمكن تمثيلها بعدد مركب وحيد، يمكن كتابته بالشكل المستطيل أو القطبي .

## اقرأ أيضاً
- أعداد عقدية